# Wallabia bicolor
Вала́бі двоко́лірний (Wallabia bicolor) — малий сумчастий родини кенгурових, єдиний сучасний вид роду валабі (ще відомо про двох вимерлих).

## Систематика
Валабі двоколірний — один з трьох видів роду валабі. 
Деякі з видів "кенгуроподібних" ссавців, що зараз належать до роду кенгуру (Macropus), раніше включали до складу роду валабі (Wallabia), але каріотип, репродуктивна фізіологія, поведінка й зубна морфологія показали, що W. bicolor повинен знаходитись в окремому від Macropus роді (Calaby, 1966).

## Поширення
Мешкає на сході Австралії від Кейп-Йорку, Квінсленд на півночі країни до Вікторії і південного сходу Південної Австралії. Є популяції цього виду на островах Фрейзер, Брібі, Мортон, Північний та Південний Стредброук (Квінсленд). Діапазон проживання за висотою: 0-1800 м над рівнем моря. Всупереч англійській загальній назві, (англ. Swamp Wallaby) W. bicolor живе як у болотистих місцевостях так і в сухих, головне для нього — густа рослинність. Цей, як правило, поодинокий вид, пов'язаний з густою рослинністю різних видів лісу, рідколісся, пустищ, і чагарникових середовищ проживання. Може бути знайдений на пасовищах, плантаціях екзотичних дерев і сільськогосподарських культур.

## Опис
Морфометрія. Довжина голови й тіла: 665–847 мм, довжина хвоста: 640–862 мм, вага самців: 12.3–20.5, вага самиць: 10.3–15.4 кг.
Зовнішність. Хутро довге, товсте, грубе. На півночі спина й голова червонувато-коричневі, шия оранжева, на півдні забарвлення загалом коричнювато чи сірувато чорне з сіруватими боками й іноді коричнювато-червоними нижніми частинами тіла. Така географічна варіація в кольорі дала назву виду, лат. bicolor. Від верхньої губи до вуха може простягатись світла смуга. Самиці мають чотири молочні залози й добре розвинуту сумку, що відкривається наперед.
Генетика. Диплоїдний набір хромосом у самців: 2n=11, у самиць: 2n=10.

## Поведінка
Нічний, стрибає важко, тіло при стрибках нахилене й голова знаходиться низько. Живе поодинці але непов'язані особини можуть збиратися разом притягнуті джерелом їжі. Вживає різноманітний рослинний матеріал. Домашній діапазон близько 16 гектарів для обох статей, але здається свою територію вони ніяк не захищають.

## Життєвий цикл
Сезон парування розподілений протягом усього року. Зазвичай народжується єдине маля після періоду вагітності від 33 до 38 днів. Були зафіксовані випадки народження двох малят. Життя у сумці триває від восьми до дев'яти місяців. Максимальна тривалість життя у природі може бути 15 років. Одна особина в неволі досягла віку 12 років і 5 місяців.

## Галерея

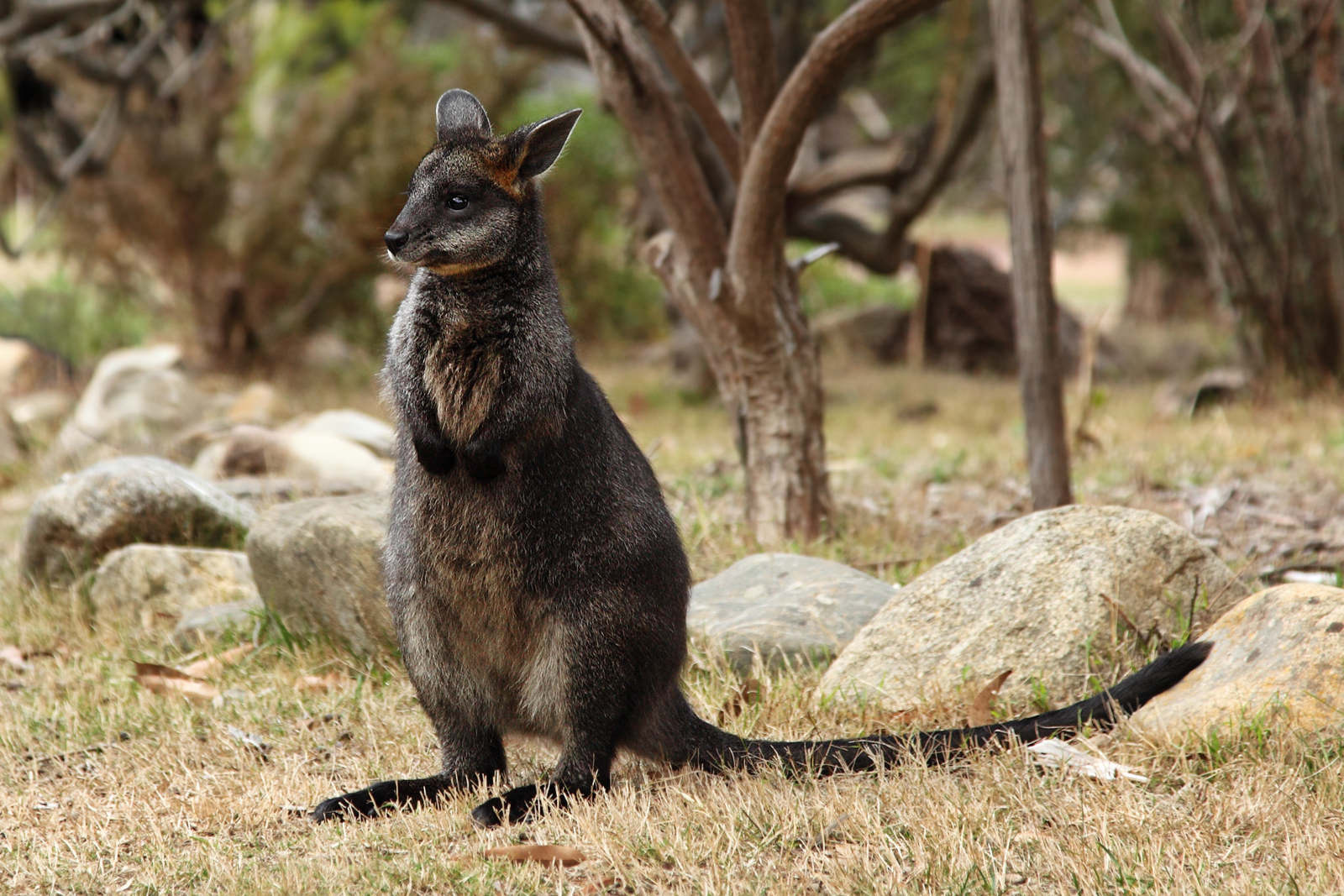
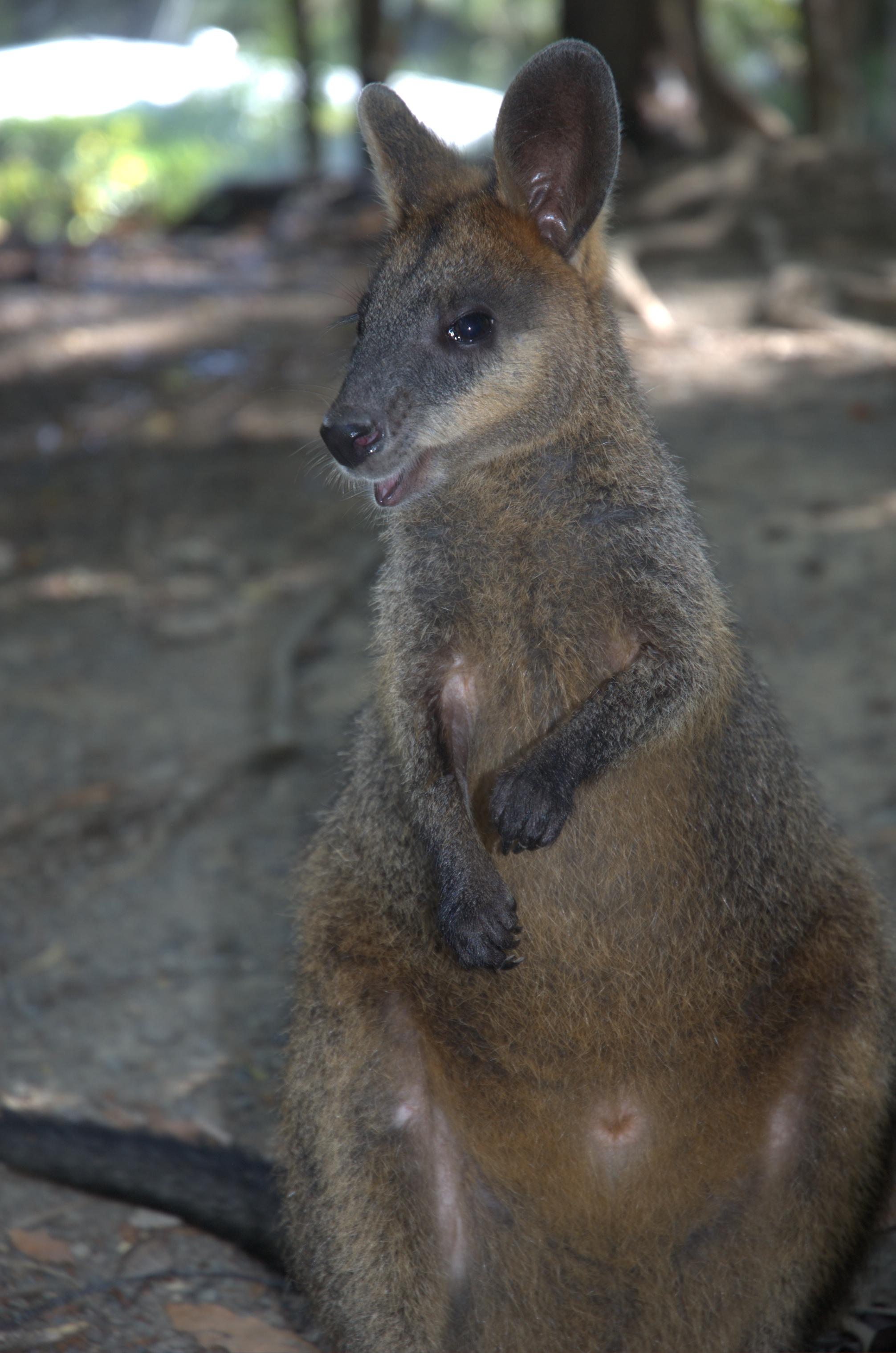
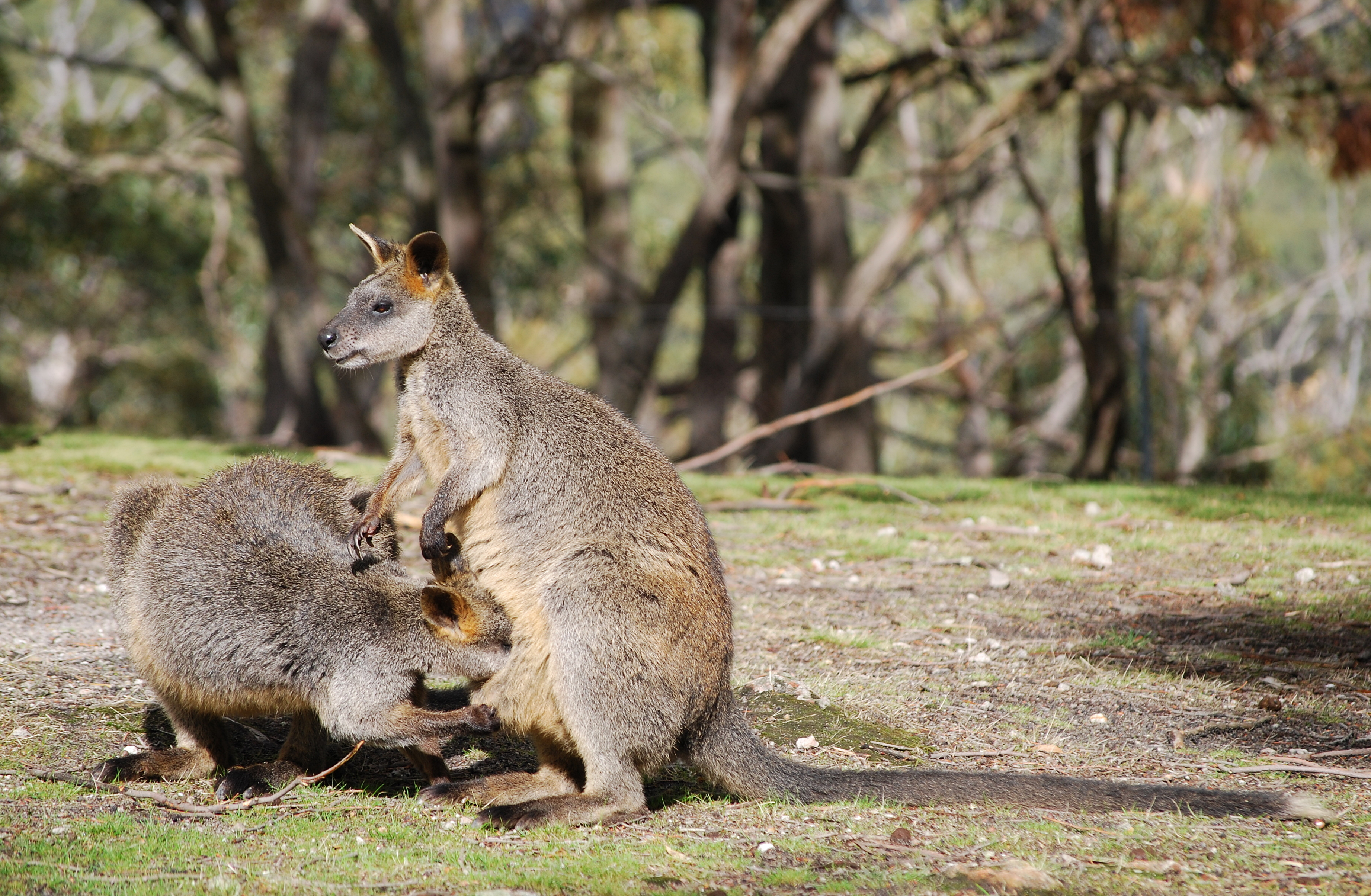
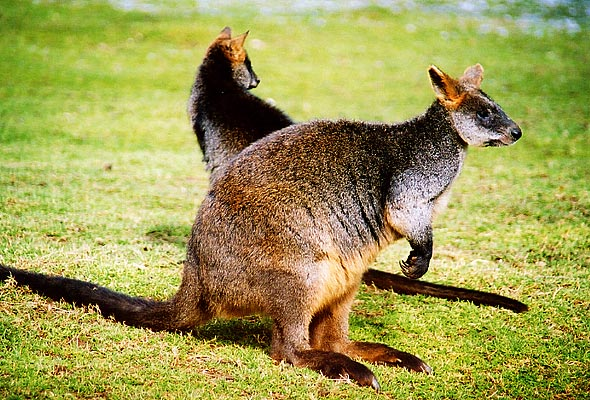
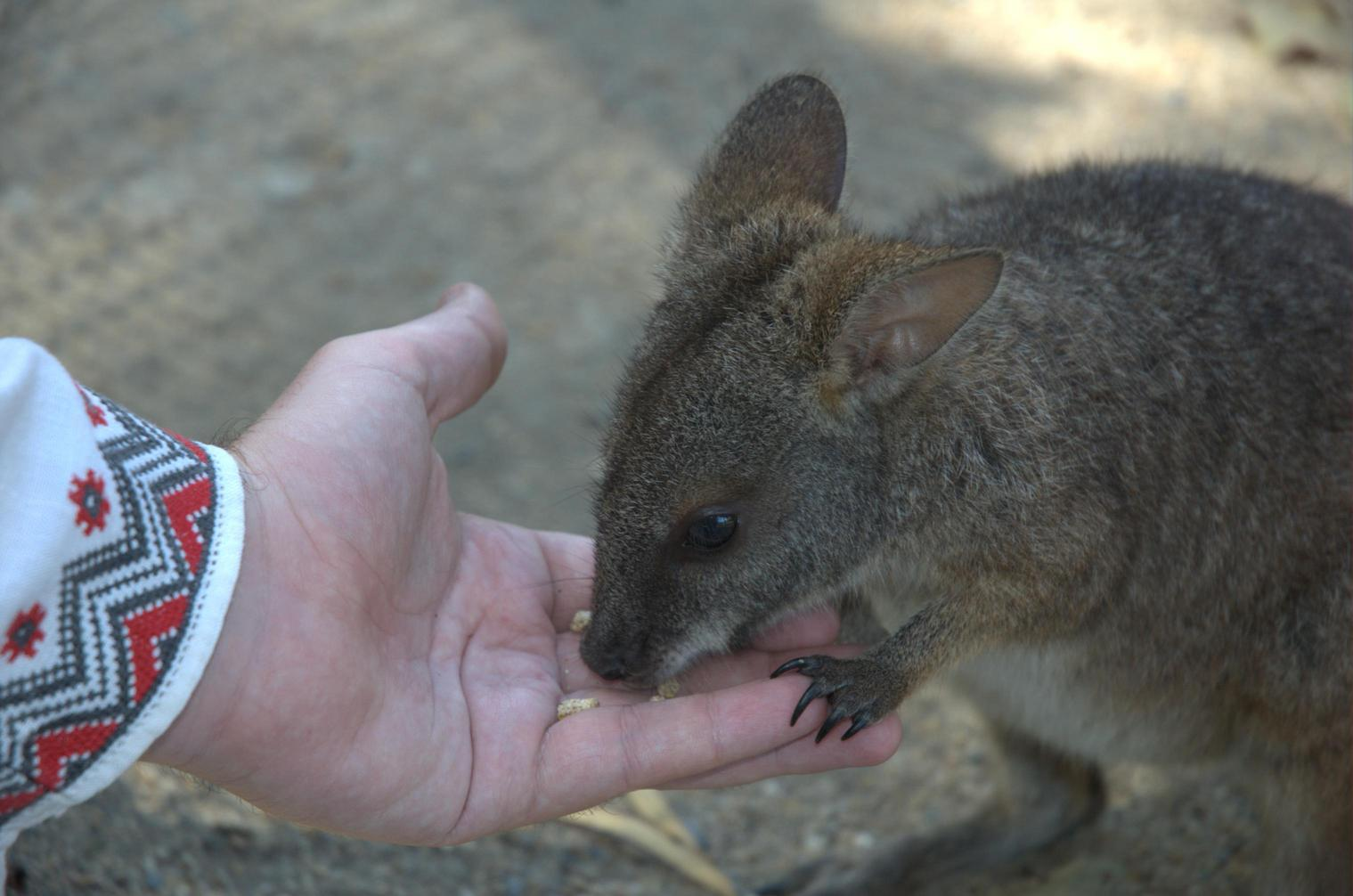